# ジェシカ・エニス＝ヒル
ジェシカ・エニス＝ヒル（Jessica Ennis-Hill, 1986年1月28日 - ）は、イギリスの陸上競技選手。イングランドのシェフィールド出身。

## 来歴
短距離選手である父と走高跳選手である母の間に生まれ、10歳のころから本格的に陸上競技を始める。シドニーオリンピック金メダリストであるデニーズ・ルイスに憧れ、七種競技に取り組むようになった。
2005年のヨーロッパジュニア選手権で優勝して注目を集め、ユニバーシアードでは銅メダルを獲得する。
2007年大阪世界陸上選手権で4位に入るが、北京オリンピックでは2008年5月に発覚した疲労骨折により欠場した。
2009年のベルリン世界陸上選手権では自己ベストの6731点を取り、金メダルを獲得した。
2011年の大邱世界陸上選手権では銀メダルだったが、金メダルを獲得していたタチアナ・チェルノワに2016年になってドーピングが発覚しメダルを剥奪されたため、ヒルが繰り上がって金メダルを獲得した。
2012年8月4日、エニスの最大の目標であったロンドンオリンピックでの金メダルを勝ち取る。さらに自己記録を更新する6955点を獲得した。
2013年3月11日、「ローレウス・スポーツ賞」の女子最優秀選手賞を受賞した。2013年に結婚し結婚後は夫の姓を併用してジェシカ・エニス＝ヒル（Jessica Ennis-Hill）と名乗るようになる。2014年7月には長男を出産した。
2015年北京世界陸上選手権では6669点で3大会ぶり の金メダルを獲得し復活を果たした。

## 自己ベスト
| 種目     | 記録      | 日付          | 備考         |
| -------- | --------- | ------------- | ------------ |
| 100m     | 11秒68    | 2009年6月20日 |              |
| 200m     | 22秒83    | 2012年8月3日  |              |
| 800m     | 2分07秒81 | 2011年8月30日 |              |
| 100mH    | 12秒54    | 2012年8月3日  |              |
| 走高跳   | 1m95      | 2007年5月5日  |              |
| 走幅跳   | 6m63      | 2016年6月26日 |              |
| 砲丸投   | 14m67     | 2011年8月29日 |              |
| やり投   | 48m33     | 2013年7月23日 |              |
| 七種競技 | 6955点    | 2012年8月4日  | イギリス記録 |
| 五種競技 | 4965点    | 2012年3月9日  | イギリス記録 |

## 主な実績
| 年   | 大会                         | 場所                         | 種目     | 結果 | 記録   |
| ---- | ---------------------------- | ---------------------------- | -------- | ---- | ------ |
| 2003 | 世界ユース陸上競技選手権     | シェルブルック（カナダ）     | 七種競技 | 5位  | 5311点 |
| 2004 | 世界ジュニア陸上競技選手権   | グロッセート（イタリア）     | 七種競技 | 8位  | 5542点 |
| 2005 | ヨーロッパジュニア選手権     | カウナス（リトアニア）       | 七種競技 | 1位  | 5891点 |
| 2005 | ユニバーシアード             | イズミル（トルコ）           | 七種競技 | 3位  | 5910点 |
| 2006 | コモンウェルスゲームズ       | メルボルン（オーストラリア） | 七種競技 | 3位  | 6269点 |
| 2006 | ヨーロッパ陸上競技選手権     | ヨーテボリ（スウェーデン）   | 七種競技 | 8位  | 6287点 |
| 2007 | ヨーロッパ室内陸上競技選手権 | バーミンガム（イギリス）     | 五種競技 | 8位  | 4716点 |
| 2007 | 世界陸上競技選手権           | 大阪（日本）                 | 七種競技 | 4位  | 6469点 |
| 2009 | 世界陸上競技選手権           | ベルリン（ドイツ）           | 七種競技 | 1位  | 6731点 |
| 2010 | 世界室内陸上競技選手権大会   | ドーハ（カタール）           | 五種競技 | 1位  | 4937点 |
| 2010 | ヨーロッパ陸上競技選手権     | バルセロナ（スペイン）       | 七種競技 | 1位  | 6823点 |
| 2011 | 世界陸上競技選手権           | 大邱（韓国）                 | 七種競技 | 1位  | 6751点 |
| 2012 | 世界室内陸上競技選手権大会   | イスタンブール（トルコ）     | 五種競技 | 2位  | 4965点 |
| 2012 | オリンピック                 | ロンドン（英国）             | 七種競技 | 1位  | 6955点 |
| 2015 | 世界陸上競技選手権           | 北京 (中国)                  | 七種競技 | 1位  | 6669点 |
| 2016 | オリンピック                 | リオデジャネイロ（ブラジル） | 七種競技 | 2位  | 6775点 |